# هوس زودگذر
هوس زودگذر (انگلیسی: Passing Fancy) یک فیلم صامت به کارگردانی یاسوجیرو ازو است که در سال ۱۹۳۳ منتشر شد. مجموعه کرایتریون در سال ۲۰۰۸ دی‌وی‌دی این فیلم را منتشر کرد.